# Kraft Dinner

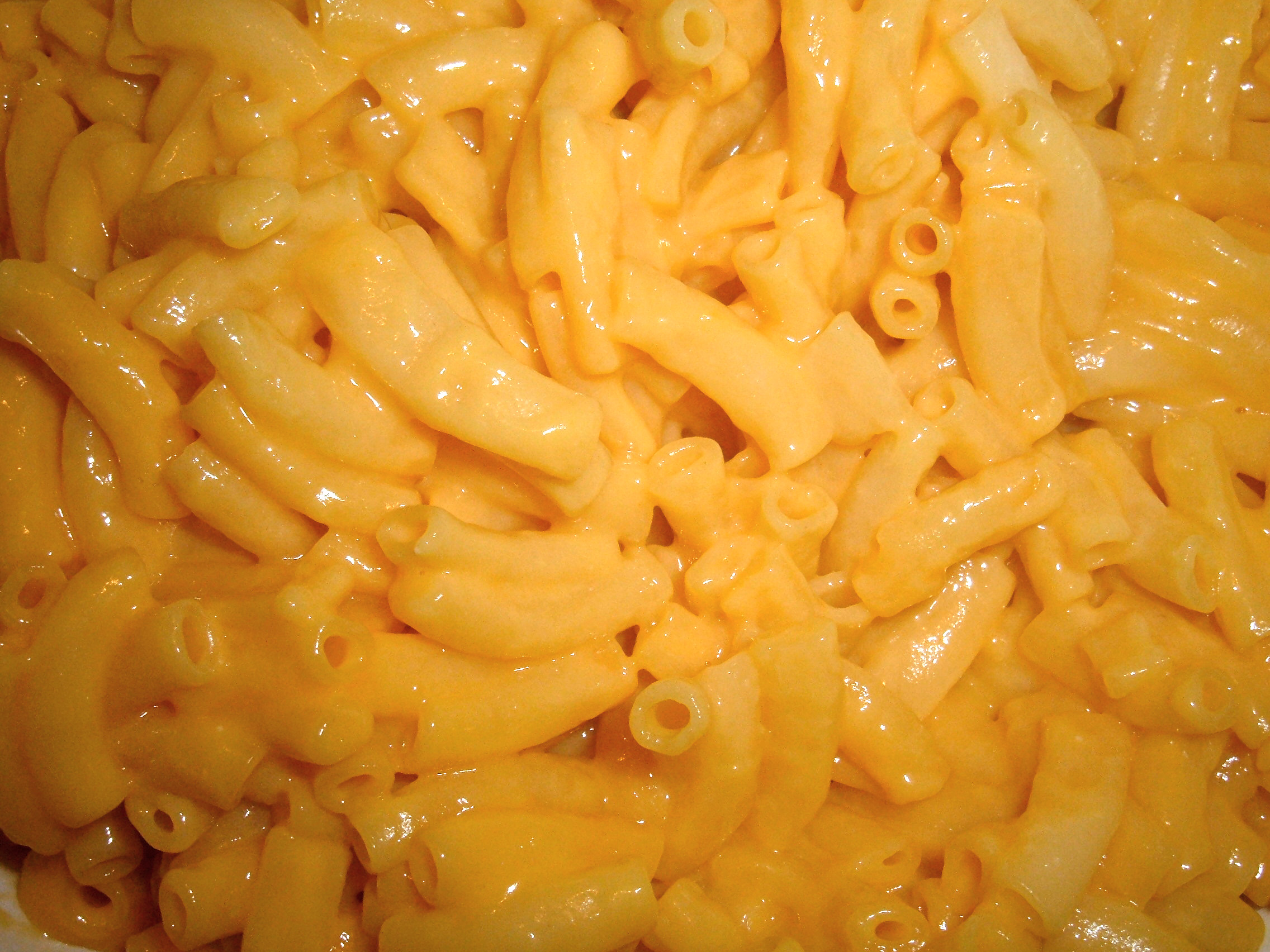
Macarrones con queso - Kraft dinner.

Kraft Macaroni and Cheese Dinner, también es conocido como Kraft Dinner en Canadá y la provincia de Colon en Panamá, así como con otros nombres. Se trata de un plato de pasta compuesto de macaroni and cheese (macarrones con queso) producido por la compañía alimentaria Kraft Foods. Se trata de un alimento muy barato, capaz de mantenerse comestible durante un año. Es tan popular en Canadá que se considera un plato nacional.

## Historia
En 1937 la compañía Kraft introdujo el producto en EE. UU. y Canadá. El tiempo con el que se introdujo en el mercado estadounidense indicaba el éxito y la aceptación. Durante la Segunda Guerra Mundial el racionamiento de leche y productos lácteos, así como de productos cárnicos. Estas situaciones de racionamiento favorecieron la distribución del kraft dinner en un entorno de mercado cautivo para el producto, durante esta época fue considerado un alimento básico para las familias. Durante las siguientes décadas la casa Kraft hizo mejoras en el sabor y en la fecha de caducidad. Pronto se desarrollaron otros productos con ligeras variantes sobre la fórmula original.

### Multimedia
- CBC Television Archives Entrevista sobre Kraft Dinner (Canadian context) 1997

- Datos: Q6435805
- Multimedia: Kraft Dinner / Q6435805